# 세르게이 오르조니키제

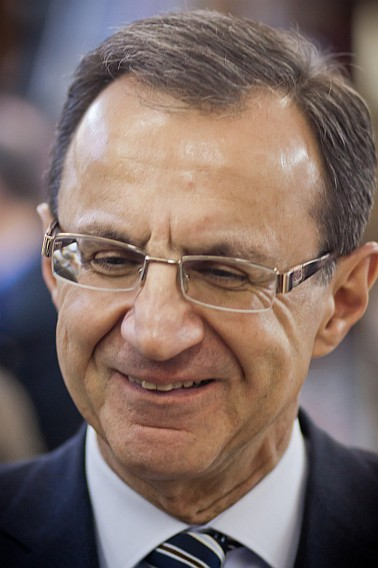
세르게이 오르조니키제, 2013년

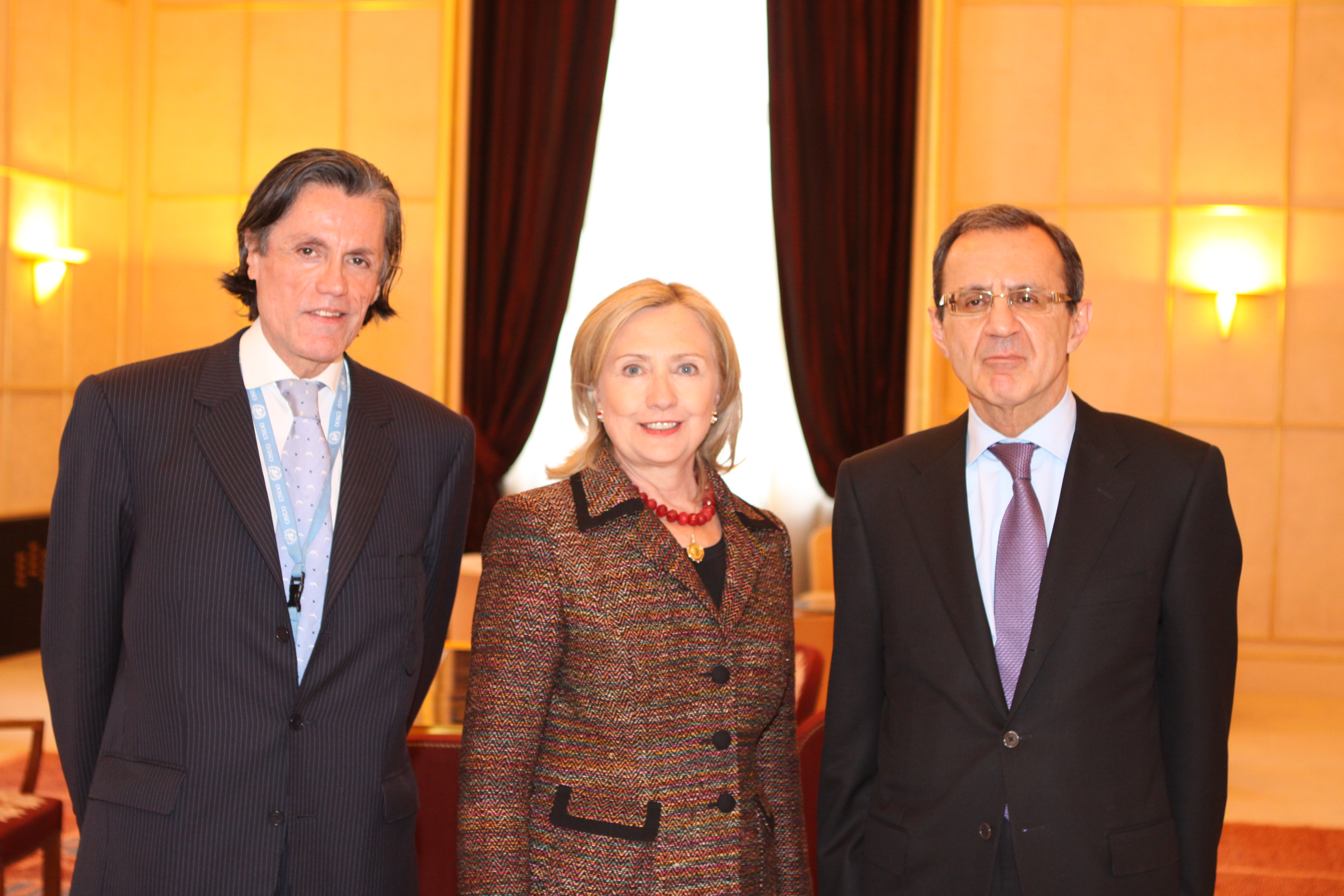
힐러리 클린턴 미국 국무장관, 페드로 오야르세 유라셰크 유엔 제네바 사무국 (UNOG) 칠레 대사와 함께 있는 오르조니키제(오른쪽)

세르게이 알렉산드로비치 오르조니키제(러시아어: Серге́й Александрович Орджоникидзе, 1946년 3월 14일, 모스크바~)는 러시아의 외교관이다. 1999년부터 2002년까지 러시아 외무차관, 2002년부터 2011년까지 유엔 제네바 사무국 사무국장을 지냈다.

## 어린 시절과 교육
오르조니키제는 1946년, 모스크바에서 태어났다.  오르조니키제의 어머니 에테리 (1923년 ~ 2010년)는 조지아계 소련 혁명가 세르고 오르조니키제가 입양한 딸이었으며, 오르조니키제의 아버지는 트빌리시 출신 소련 외교관이었던 알렉산드르 피라도프 (1922년 ~ 1996년)였다. 오르조키니제는 1969년, 국립 모스크바 국제 관계 대학교에서 공부를 마치고, 1978년, 러시아 외무부 외교 아카데미에서 국제법 대학원 과정을 마쳤다. 오르조니키제는 영어와 스페인어에 능통하고, 프랑스어를 말할 줄 안다.

## 초기 경력
오르조니키제는 1969년, 소련 외교관 경력을 시작했으며, 1975년까지 뉴욕 유엔 주재 소련 대표부에서 근무했다. 1975년부터 1978년까지는 모스크바에서 외무차관보를 지냈다. 1978년부터 1983년까지는 뉴욕에 있는 유엔 상임대표부에서 계속해서 근무했다. 1991년과 1996년 사이에는 소련 상임대표를 지냈고, 그 후 뉴욕 유엔 주재 러시아 연방 상임대표를 지냈다. 그 이전에는 1983년부터 1991년까지 러시아 외무부 국제법무실 차장을 지냈다. 1996년부터 1999년까지 외무부 국제기구국장을 지냈으며, 1999년부터 2002년까지 러시아 연방 외무차관으로 재직했다.

## 유엔 제네바 사무국 사무국장
2002년 3월 1일, 유엔 사무총장 코피 아난은 오르조니키제를 유엔 제네바 사무국 사무국장에 임명하였다. 2007년 2월, 유엔 사무총장이 된 반기문은 오르조니키제를 제네바 사무국 사무국장에 재임명하였다. 2011년, 오르조니키제는 해당 직위에서 물러났으며, 카자흐스탄 외교관 카심조마르트 토카예프가 후임이 되었다.

## 수상 및 인정
오르조니키제는 특명전권대사 외교 계급을 보유하고 있으며, 러시아 연방 정부에게서 국가 훈장 3개를 수여받았다.
- 알렉산드르 넵스키 훈장 (2017년 8월 17일)[4]
- 명예훈장 (2011년 3월 6일)[5]
- 우정훈장 (1998년 5월 12일)[6]